# Amphianthus mopseae
Amphianthus mopseae is een zeeanemonensoort uit de familie Hormathiidae. De anemoon komt uit het geslacht Amphianthus. Amphianthus mopseae werd in 1890 voor het eerst wetenschappelijk beschreven door Danielssen. 